# Takashi Sakurai
Takashi Sakurai (桜井 孝司 Sakurai Takashi?,  nacido el 4 de mayo de 1977 en Shizuoka) es un exfutbolista japonés. Jugaba de delantero y su último club fue el Consadole Sapporo de Japón.

## Trayectoria

### Clubes
| Club                        | País      | Año         |
| --------------------------- | --------- | ----------- |
| Yokohama Flügels            | Japón     | 1996 - 1998 |
| Gimnasia y Esgrima La Plata | Argentina | 1996 - 1997 |
| Consadole Sapporo           | Japón     | 1999 - 2000 |

## Palmarés

### Títulos nacionales
| Título             | Club             | País  | Año  |
| ------------------ | ---------------- | ----- | ---- |
| Copa del Emperador | Yokohama Flügels | Japón | 1998 |